# بالتورو کانگری
بالتورو کانگری (انگلیسی: Baltoro Kangri) که با نام تخت طلایی نیز شناخته می‌شود، کوهی در رشته‌کوه قراقروم واقع در گلگت-بلتستان پاکستان است. بالتورو کانگری با ارتفاع ۷٬۳۱۲ متر، ۸۲مین کوه بلند جهان به‌شمار می‌رود. این کوه در جنوب گاشربروم و شرق چوگولیزا (۷٬۶۶۵ متر) قرار دارد. یخچال عظیم بالتورو که یکی از بزرگ‌ترین یخچال‌های طبیعی دنیا در خارج ار مناطق قطبی است، از پای این کوه آغاز می‌شود. در شمال بالتورو کانگری یخچال آبروزی قرار دارد.
در سال ۱۹۶۳ یک تیم صعود ژاپنی نخستین صعود این کوه را انجام دادند. این تیم شامل ۹ کوهنورد از باشگاه اسکی آلپاین دانشگاه توکیو بود که توسط سیهی کاتو هدایت می‌شدند.